# Тейлор, Питер (футболист, 1953)
Пи́тер Джон Те́йлор (англ. Peter John Taylor, 3 января 1953) — английский футболист и футбольный тренер. С декабря 2022 года является главным тренером английского клуба «Молдон энд Типтри».

## Клубная карьера
Во взрослом футболе дебютировал в 1970 году выступлениями за команду «Саутенд Юнайтед», в которой провёл три сезона, приняв участие в 75 матчах чемпионата.
Своей игрой за эту команду привлёк внимание представителей тренерского штаба клуба «Кристал Пэлас», к составу которого присоединился в 1973 году. Сыграл за лондонский клуб следующие три сезона своей игровой карьеры. Большую часть времени, проведённого в составе «Кристал Пэлас», был основным игроком команды.
В 1976 году заключил контракт с клубом «Тоттенхэм Хотспур», в составе которого провёл следующие четыре года своей карьеры. Играя в составе «Тоттенхэм Хотспур» также в основном выходил на поле в основном составе команды.
Впоследствии, с 1980 по 1983 год играл в составе «Лейтон Ориент» и в аренде за «Олдем Атлетик».
Завершил профессиональную игровую карьеру в клубе «Эксетер Сити», выступавшем в одном из региональных дивизионов, в 1983—1984 годах.

## Карьера в сборной
В 1975 году дебютировал в официальных матчах в составе национальной сборной Англии. В течение карьеры в национальной команде, которая длилась всего 2 года, провёл в форме главной команды страны 4 матча, забив 2 гола.

## Карьера тренера
Начал тренерскую карьеру в 1986 году, став играющим тренером клуба «Дартфорд».
В дальнейшем возглавлял клубы «Саутенд Юнайтед», «Дувр Атлетик», «Джиллингем», «Лестер Сити», «Брайтон энд Хоув Альбион», «Халл Сити», «Кристал Пэлэс», «Стивенидж» и «Уиком Уондерерс». Кроме того дважды был тренером молодёжной сборной Англии, а в 2000 году исполняющим обязанности главного тренера национальной сборной Англии
В 2010—2011 годах возглавлял тренерский штаб команды «Брэдфорд Сити», из которого был уволен за неудовлетворительные результаты команды.
С 11 июля 2011 года по октябрь 2012 года — тренер сборной Бахрейна.
С сезона 2018/19 возглавил «Дагенем энд Редбридж».